# Bjarte Engen Vik
Bjarte Engen Vik (Tromsø, 3 marzo 1971) è un ex combinatista nordico norvegese.

## Biografia
Pluricampione olimpico e mondiale della disciplina, Bjarte Engen Vik ottiene le sue prime medaglie ai XVII Giochi olimpici invernali di Lillehammer 1994, in Norvegia: un argento nella gara a squadre e un bronzo nell'individuale.
L'anno successivo ai Mondiali di Thunder Bay, in Canada, si aggiudica la sua prima medaglia d'oro nella competizione a squadre, medaglia che riconquista, insieme a un argento nell'individuale, anche nell'edizione di Trondheim 1997, in Norvegia. Partecipa ai XVIII Giochi olimpici invernali di Nagano 1998, in Giappone, salendo sul gradino più alto del podio sia nell'individuale che nella gara a squadre. Nella stessa stagione vince anche la sua prima Coppa del Mondo generale, trofeo che bisserà anche l'anno seguente.
Sempre nel 1999 ai Mondiali di Ramsau, in Austria, riesce a conquistare medaglie in tutte le discipline della combinata nordica: due ori (nell'individuale e nella gara sprint) e un argento (nella gara a squadre). Due anni dopo giungeranno gli ultimi ori iridati di carriera a Lahti 2001, in Finlandia, nell'individuale e nella gara a squadre K90/staffetta 4x5 km.

## Palmarès

### Olimpiadi
- 4 medaglie:
  - 2 ori (individuale, gara a squadre a Nagano 1998)
  - 1 argento (gara a squadre a Lillehammer 1994)
  - 1 bronzo (individuale a Lillehammer 1994)

### Mondiali
- 8 medaglie:
  - 6 ori (gara a squadre a Thunder Bay 1995; gara a squadre a Trondheim 1997; individuale, sprint a Ramsau 1999; individuale, gara a squadre a Lahti 2001)
  - 2 argenti (individuale a Trondheim 1997; gara a squadre a Ramsau 1999)

### Coppa del Mondo
- Vincitore della Coppa del Mondo nel 1998 e nel 1999
- 63 podi:
  - 26 vittorie
  - 20 secondi posti
  - 17 terzi posti (15 individuali, 2 a squadre)

#### Coppa del Mondo - vittorie
| Data             | Località            | Nazione     | Trampolino                 | Spec.        |
| ---------------- | ------------------- | ----------- | -------------------------- | ------------ |
| 2 marzo 1996     | Lahti               | Finlandia   | Salpausselkä K114          | IN LH/15 km  |
| 16 marzo 1996    | Oslo                | Norvegia    | Holmenkollen K110          | IN LH/15 km  |
| 14 marzo 1997    | Oslo                | Norvegia    | Holmenkollen K112          | SP LH/7,5 km |
| 15 marzo 1997    | Oslo                | Norvegia    | Holmenkollen K112          | IN LH/15 km  |
| 22 marzo 1997    | Štrbské Pleso       | Slovacchia  | MS 1970 K120               | IN LH/15 km  |
| 29 novembre 1997 | Rovaniemi           | Finlandia   | Ounasvaara K90             | IN NH/15 km  |
| 9 gennaio 1998   | Ramsau am Dachstein | Austria     | W90-Mattensprunganlage K90 | IN NH/15 km  |
| 28 febbraio 1998 | Sapporo             | Giappone    | Miyanomori K90             | IN NH/15 km  |
| 7 marzo 1998     | Lahti               | Finlandia   | Salpausselkä K114          | IN LH/15 km  |
| 4 marzo 1998     | Oslo                | Norvegia    | Holmenkollen K112          | IN LH/15 km  |
| 27 novembre 1998 | Lillehammer         | Norvegia    | Lysgårdsbakken K90         | IN NH/15 km  |
| 12 dicembre 1998 | Steamboat Springs   | Stati Uniti | Howelsen K88               | IN NH/15 km  |
| 3 gennaio 1999   | Schonach            | Germania    | Langenwaldschanze K90      | IN NH/15 km  |
| 9 gennaio 1999   | Štrbské Pleso       | Slovacchia  | MS 1970 K120               | IN LH/15 km  |
| 16 gennaio 1999  | Liberec             | Rep. Ceca   | Ještěd K120                | IN LH/15 km  |
| 24 gennaio 1999  | Sankt Moritz        | Svizzera    | Olympiaschanze K94         | SP NH/7,5 km |
| 26 gennaio 1999  | Val di Fiemme       | Italia      | Giuseppe Dal Ben K120      | IN LH/15 km  |
| 12 marzo 1999    | Oslo                | Norvegia    | Holmenkollen K115          | IN LH/15 km  |
| 21 marzo 1999    | Zakopane            | Polonia     | Średnia Krokiew K85        | IN NH/15 km  |
| 5 gennaio 2000   | Reit im Winkl       | Germania    | Franz Haslberger K90       | IN NH/15 km  |
| 8 gennaio 2000   | Schonach            | Germania    | Langenwaldschanze K90      | IN NH/15 km  |
| 5 febbraio 2000  | Hakuba              | Giappone    | Hakuba K120                | IN LH/15 km  |
| 10 marzo 2000    | Oslo                | Norvegia    | Holmenkollen K115          | IN LH/15 km  |
| 11 marzo 2000    | Oslo                | Norvegia    | Holmenkollen K115          | SP LH/7,5 km |
| 30 dicembre 2000 | Lillehammer         | Norvegia    | Lysgårdsbakken K90         | IN NH/15 km  |
| 3 gennaio 2001   | Reit im Winkl       | Germania    | Franz Haslberger K90       | MS NH/10 km  |

Legenda:

IN = individuale Gundersen

SP = sprint

MS = partenza in linea

NH = trampolino normale

LH = trampolino lungo